# Numia diffissa
Numia diffissa är en fjärilsart som beskrevs av Walker 1861. Numia diffissa ingår i släktet Numia och familjen mätare. Inga underarter finns listade i Catalogue of Life.